# عزيز أبو سارة
عزيز أبو سارة ((بالعبرية: עזיז אבו סארה‏)؛ من مواليد 1980) ناشط سلام فلسطيني وصحفي ورجل أعمال اجتماعي وسياسي.
بعد وفاة شقيقه متأثراً بجروحه الداخلية بعد اعتقاله لمدة عام في سجن إسرائيلي بتهمة إلقاء الحجارة، تحول أبو سارة إلى الكتابات السياسية المناهضة لإسرائيل. بعد المدرسة الثانوية، تعلم العبرية وانضم إلى منظمة عائلات فلسطينية-إسرائيلية، وبدأ في إلقاء محاضرات ضد العنف في المدارس.
شارك أبو سارة في تأسيس شركة رحلات بديلة اسمها «مجدي» مع صديقه اليهودي سكوت كوبر، والتي تعطي وجهات نظر مختلفة حول أي موقع معيني يهم السياح في المناطق متعددة الثقافات. حصل لاحقًا على جوائز لعمله في حل النزاعات في أماكن متنوعة مثل كولومبيا وأفغانستان. وقد دعا أبو سارة إلى تمثيل سياسي وظروف معيشية أفضل للفلسطينيين المقيمين في القدس الشرقية من خلال تعاونه مع المستشار السياسي غيرشون باسكن.

## النشأة
وُلد أبو سارة في بلدة العيزرية بالضفة الغربية لعائلة مسلمة، وكان الأصغر بين سبعة أطفال. كان والده يدير شركة استيراد وتصدير منتجات مع دول عربية مجاورة. عندما نشأ خلال الانتفاضة الأولى، اعتاد أن يلقى الحجارة على السيارات الإسرائيلية المارة وبرر ذلك بشعوره «بالملل»، وألقى حجرا بطريق الخطأ على سيارة أحد الجيران. وقال في مقابلة له أن «اليهود الوحيدين الذين عرفهم هم الجنود الذين قابلهم وتهرب منهم عند نقاط التفتيش الإسرائيلية والمستوطنين الإسرائيليين».
عندما كان أبو سارة في التاسعة من عمره، اعتقل الجيش الإسرائيلي شقيقه الأكبر تيسير من منزله للاشتباه في قيامه بإلقاء الحجارة واحتجزه لمدة عام تقريبًا. توفي شقيقه متأثرا بجراحه الداخلية بعد أسابيع قليلة من إطلاق سراحه من الحجز بسبب تعرضه للتعذيب في أحد السجون الإسرائيلية.
انتقلت الأسرة إلى القدس الشرقية المجاورة عندما كان أبو سارة يبلغ من العمر 16 عامًا بسبب صعوبة الحصول على بطاقة هوية إسرائيلية في العيزرية. التحق بمدرسة الراشيدية، وبعد فترة وجيزة التحق بحركة شباب فتح التي كان لها حضور قوي في المدرسة. رفض أبو سارة المشاركة في تعلم اللغة العبرية. كمحرر لمجلة حركة الشباب، ساهم بالعديد من المقالات التي عبر فيها عن غضبه.  كتب منشورات سياسية، وهي تعد جريمة في إسرائيل من الممكن أن تسجنه بسببها الإدارة المدنية الإسرائيلية لمدة 6 أشهر.
بعد الانتهاء من المدرسة الثانوية، التحق أبو سارة بأولبان (مدرسة لللغة العبرية) في شارع الملك جورج بعد أن أدرك القيود المهنية المترتبة على عدم تحدثه اللغة. هناك لأول مرة بدأ في التعرف على بعض اليهود الإسرائيليين. زار ياد فاشيم، وسار في حي الحريديم، وحضر كلية مسيحية للكتاب المقدس «للحصول على وجهات نظر مختلفة حول الصراع الإسرائيلي الفلسطيني» على حد تعبيره. وشجعه أحد أصدقائه على حضور محاضرات مع والديه برعاية منتدى دائرة الأهالي الثكلى، والذي تضمن إسرائيليين وفلسطينيين عانوا من فقدان أفراد عائلاتهم بسبب النزاع. أصبح لاحقًا «مرتبطًا بقوة» بالمنتدى.

## النشاط
وُصِف أبو سارة بأنه «ناشط سلام وقومي فلسطيني وطني».
لتوضيح تأثير عدد ضحايا الانتفاضة الثانية، ساعد أبو سارة في ترتيب 1200 نعش ملفوفة بالأعلام الإسرائيلية والفلسطينية لعرضها في ميدان رابين بتل أبيب. أفشلت السلطات الإسرائيلية الحدث، ولكن تم تنفيذه بنجاح في وقت لاحق أمام مقر الأمم المتحدة في مدينة نيويورك. كان له دور فعال في بدء خط هاتفي مجاني للإسرائيليين والفلسطينيين «للتواصل مع بعضهم البعض وترك رسائل بريد صوتي»، وبلغ مجموعها 500 ألف مكالمة. تم توسيع البرنامج لاحقًا عبر الإنترنت. ظهر أبو سارة في أكثر من 1000 مكان مدرسي نيابة عن دائرة الأهالي الثكلى، حيث ألقى محاضرات على ما يقرب من 30.000 شخص. لاحقًا كزميل في تيد، ألقى محاضرات في الولايات المتحدة وحول العالم.
أبو سارة هو المدير التنفيذي المشارك السابق لمركز الأديان العالمية والدبلوماسية وحل النزاعات، وهو أحد أذرع كلية جامعة جورج ميسون لتحليل النزاعات وحلها. وقام بتنسيق عمل المجموعة في دول إسلامية مثل أفغانستان وسوريا.

## المسيرة المهنية

### الصحافة
استضاف أبو سارة برنامج «تغيير الاتجاهات»، وهو برنامج تم بثه على إذاعة «الجميع من أجل السلام». شمل البرنامج مقابلات مع أعضاء دائرة الأهالي، وسعى إلى معرفة كيف غيّر المستجيبون نظرتهم إلى الصراع الإسرائيلي الفلسطيني نتيجة لتجربة المآسي. تم إغلاق المحطة من قبل الحكومة الإسرائيلية في نوفمبر 2011. 
بصفته مستكشفًا في ناشيونال جيوغرافيك، استضاف أبو سارة سلسلة الويب الوثائقية المكونة من 4 أجزاء «منطقة صراع» في عام 2013، والتي ضمت وجهات نظر من كلا طرفي الصراع. كتب أعمدة في النيويورك تايمز، هاآرتس، جيروزاليم بوست، الواشنطن بوست، +972 Magazine وقدم تحليلاً لبرامج تبث على سي إن إن، فوكس نيوز والجزيرة.

### السياحة
بعد دراسة الإدارة السياحية، أسس أبو سارة شركته السياحية الخاصة. من خلال هذا العمل التقى مارك جوبين الأستاذ بجامعة جورج ميسون، الذي ألهمه لتحويل نشاط الشركة إلى مجال ريادة أعمال اجتماعية. في عام 2009، أسس أبو سارة مع شريكه في العمل سكوت كوبر، شركة مجدي، وهي مؤسسة تقدم جولات بديلة لليهود والمسلمين والمسيحيين على كلا الجانبين في منطقة الصراع. تشمل كل جولة اثنين من المرشدين السياحيين، أحدهما يهودي والآخر فلسطيني، حيث يعطي كل منهما وجهة نظره التاريخية الخاصة. كان النموذج ناجحًا للغاية لدرجة أنه أنتج شركات وأنشطة مماثلة في فيتنام وتركيا وكولومبيا وأيرلندا وأماكن أخرى تشهد صراعًا ثقافيًا. تتعاون الشركة مع "National Geographic Expeditions". ساعد غوبن أبو سارة على الدخول في مجال حل النزاعات الدولية والعمل به.

## الحياة السياسية
في عام 2018، بدأ أبو سارة حملة ليكون أول فلسطيني منذ عام 1944 ينتخب رئيساً لبلدية القدس. في البداية خطط لخوض الانتخابات مع مستشاره السياسي غيرشون باسكن على قائمة إسرائيلية فلسطينية مشتركة، لكن هذا تغير لاحقًا إلى قائمة فلسطينية بالكامل تسمى "القدس لنا". لم يعقد الحزب مسيرات سياسية كبيرة أو مؤتمرات في قاعات عامة بسبب الخوف من المضايقات، لذلك التقوا بدلاً من ذلك باللجان المحلية ومجموعات المعلمين والطلاب والمجتمعات في اجتماعات مغلقة. ويعتقد أبو سارة أن منظمة التحرير الفلسطينية كانت تاريخياً تثبط الفلسطينيين من المشاركة في الانتخابات الإسرائيلية لأنها تضفي الشرعية على الاحتلال من وجهة نظرهم. وعينت السلطة الفلسطينية بالفعل حاكمها الخاص للقدس، عدنان غيث، الذي قال "نقول لعزيز أبو سارة، إذا كنت تريد أن تصبح رئيسًا لبلدية القدس، فعليك الانتظار حتى تصبح القدس عاصمة الدولة الفلسطينية. وبينما قدم بعض الفلسطينيين دعمهم، وصفه الكثيرون بالخائن والمطبع، وقام البعض برشقه بالبيض في خطاب ألقاه خارج مبنى بلدية القدس بميدان صفرا. وانتقد البعض ومن بينهم هنادي قواسمي في مقال لها ما وصفته بلعب أبو سارة على وتر الهوية الفلسطينية والنضال الوطني في حين أن أرشيف مدونته ملئ بمعاني "التعايش والسلام" لا "النضال"، وانتقدت "سذاجة" أبو سارة السياسية بأنّ أوّل ما سيفعله في حال نجح في الانتخابات، هو وقفُ هدم بيوت الفلسطينيين من قبل بلدية الاحتلال، وأنّه سيقف في وجه الاستيطان في قلب الأحياء الفلسطينية، ووصفت ذلك بـ"استخفاف واضح بعقول الناس، وكأن ما يجري من قبل بلدية الاحتلال تُجاههم مجرد قراراتٍ غير بنيويّة ناتجة عن إدارة خاطئة أو عنصرية يجب تصحيحها، وأن ذلك ممكنٌ إذا ما أصبح لهم "صوتٌ" هناك".
يحظر القانون الإسرائيلي على الفلسطينيين من القدس الشرقية مثل أبو سارة من غير المواطنين الإسرائيليين الترشح لمنصب. وخطط أبو سارة لرفع دعوى للحصول على هذا الحق في المحكمة العليا في إسرائيل. وتساءل: «إذا كانت إسرائيل تدعي حقًا أنها ديمقراطية، فكيف لا يستطيع 40 في المائة من سكان مدينة (الفلسطينيين) شغل الوظيفة الأكثر أهمية بها؟»
في 25 سبتمبر 2018، انسحب أبو سارة من السباق. وأشار إلى تهديد إسرائيلي بسحب بطاقة هويته كمقيم في القدس على أساس أنه يقضي معظم وقته خارج القدس ومع شركته السياحية. كما أعرب عن قلقه من معارضة النشطاء الفلسطينيين للمشاركة في الانتخابات والذين «يمارسون ضغوطا قوية على مرشحيه وعائلاتهم» حسب زعمه.

## الحياة الشخصية
أبو سارة يعيش متنقلا بين فرجينيا ووادي الجوز، أحد أحياء القدس الشرقية. يتحدث العربية والعبرية والإنجليزية بطلاقة ويستمتع بموسيقى الكانتري.

## الجوائز والتقدير
- جائزة غولدبرغ للسلام في الشرق الأوسط من معهد التعليم الدولي[20]
- جائزة الوردة الفضية من البرلمان الأوروبي[20]
- وسام أيزنهاور من منظمة "People to People International"[20]
- جائزة إلياف سرطاوي لصحافة الشرق الأوسط[20]
- جائزة الابتكار البين-ثقافي من تحالف الحضارات التابع للأمم المتحدة ومجموعة بي إم دبليو[20]
- مُدرج ضمن قائمة أكثر 500 مسلم تأثيراً، 2010 — 2018[20]
- أشاد به الأمين العام للأمم المتحدة بان كي مون لعمله في حل النزاعات العالمية خلال خطابه في المنتدى العالمي الخامس لمبادرة تحالف الحضارات في فبراير 2013.

## الكتب والمنشورات
- كلارك ، كيلي جيمس. أبو سارة، عزيز. كريمر، نانسي ف. (2018): غرباء، جيران، أصدقاء: تأملات مسلمة-مسيحية-يهودية في التعاطف والسلام.
- أبو سارة، عزيز. الأعمدة، مجلة +972